# 花のアーチ/Brand Boy
花のアーチ/Brand Boy（ハナノアーチ/ブランドボーイ）は、2015年2月11日に日本コロムビアから発売されたChu-Zの2枚目のシングル。

## 概要
前作「ボンバスティック！」から約4か月ぶりのシングル。
「花のアーチ」は、2014年12月25日に新宿BLAZEで開催された「Chu-Z My Live2014～チューズデイに新宿BLAZE抑えちゃいました！～」で初披露された。
「Brand Boy」は、2015年1月3日の品川Clubexで行われた「おしょうがChuだよ！全員集合！」で初披露された。なおこの曲のミュージックビデオは当該のイベントの際に撮られたものである。
花のアーチのリリース週の2月5日～15日には吉野家が協力の下、吉野家約1100店舗にて花のアーチを店内BGMとして採用し、100万回流すという試みも行われた。。
ジャケットA、ジャケットB、ジャケットC、イベント会場限定盤（ミュージックカード×6形態）の4種9形態でリリースされる。

## 収録曲
1. 花のアーチ [4:31]
作詞：加賀爪タッド、作曲・編曲：Carlos K.・加賀爪タッド
2. Brand Boy [3:41]
作詞：GACKY/森垣直也、作曲・編曲：アサイリョウタ/GACKY/森垣直也

## イベント
| 日程           | 会場                                   |
| -------------- | -------------------------------------- |
| 2014年12月13日 | モラージュ菖蒲                         |
| 2014年12月14日 | 新星堂イオンマリンピア                 |
| 2014年12月20日 | タワーレコードビブレ横浜               |
| 2014年12月27日 | タワーレコード名古屋パルコ             |
| 2015年1月10日  | ららぽーと横浜                         |
| 2015年1月12日  | イーアス札幌・タワーレコード札幌ピヴォ |
| 2015年1月17日  | リバーウォーク北九州                   |
| 2015年1月18日  | イオン若松・キャナルシティ博多         |
| 2015年2月1日   | ららぽーと柏の葉                       |
| 2015年2月7日   | ダイバーシティ東京プラザ               |
| 2015年2月8日   | タワーレコード錦糸町                   |
| 2015年2月9日   | タワーレコード秋葉原                   |
| 2015年2月10日  | 新星堂池袋サンシャインシティアルタ店   |
| 2015年2月11日  | ラクーアガーデンステージ               |
| 2015年2月12日  | タワーレコード渋谷                     |
| 2015年2月13日  | ラゾーナ川崎                           |
| 2015年2月15日  | トレッサ横浜・タワーレコードビブレ横浜 |